# Saint-Rigomer-des-Bois
Saint-Rigomer-des-Bois ist eine Commune déléguée in der französischen Gemeinde Villeneuve-en-Perseigne mit 441 Einwohnern (Stand: 1. Januar 2022) im Département Sarthe in der Region Pays de la Loire. Die Einwohner werden Rigomérois genannt.
Am 1. Januar 2015 wurde Saint-Rigomer-des-Bois mit den Gemeinden Chassé, Lignières-la-Carelle, Montigny, Roullée und La Fresnaye-sur-Chédouet zur neuen Gemeinde (Commune nouvelle) Villeneuve-en-Perseigne zusammengelegt. Die Gemeinde gehörte zum Arrondissement Mamers und zum Kanton Mamers (bis 2015: Kanton La Fresnaye-sur-Chédouet).

## Geographie
Saint-Rigomer-des-Bois liegt etwa 42 Kilometer nördlich von Le Mans und etwa acht Kilometer südöstlich von Alençon. 

## Bevölkerungsentwicklung
| Jahr                      | 1962 | 1968 | 1975 | 1982 | 1990 | 1999 | 2006 | 2012 |
| Einwohner                 | 385  | 346  | 339  | 354  | 415  | 471  | 423  | 446  |
| Quelle: Cassini und INSEE |      |      |      |      |      |      |      |      |

## Sehenswürdigkeiten
- Kirche Saint-Rigomer aus dem 12. Jahrhundert
- Schloss Courtillole, Ende des 17. Jahrhunderts erbaut